# Everytime tha Beat Drop
Az Everytime tha Beat Drop Monica amerikai énekesnő első kislemeze ötödik, The Makings of Me című stúdióalbumáról. Részleteket használ fel Nelly 2005-ben megjelent Grillz és a Dem Franchize Boyz 2006-os Lean wit It, Rock wit It című számából (refrénjének szövege az utolsóból származik). A dal mérsékelt sikert aratott, a Billboard Hot 100 slágerlistán a 48., a Hot R&B/Hip-Hop Songs listán a 11. helyig jutott.

## Felvételek
Az Everytime tha Beat Drop egyike annak a három dalnak, amit Jermaine Dupri írt a The Makings of Me albumra, és az egyik utolsó, amin társproducerével, LRockal együtt dolgozott az Atlantai SouthSide Studiosban. A számot Monica könnyed, szórakoztató dalként jellemezte, különösebb mondanivaló nélkül; olyasminek, ami jól bemutatja, honnan jött és milyen zenét szeret hallgatni. „A snap, mint stílus Atlantából származik” – jelentette ki a People magazinnak adott interjújában. „Ha megfigyelik, gyakran hallatszik benne csettintés. Tánc közben ennél a hangnál szoktak egy pillanatra megállni.” (A snap szó jelentése 'csettintés'.)
Május 21-én a dal egy még nyers részlete kiszivárgott az internetre a különféle előadók új dalairól a hallgatók véleményét kérdező ratethemusic.com oldalon keresztül. Június 6-ára az egész dal kiszivárgott. Az első változatban más Monica éneke, mint a végleges verzióban, és a Dem Franchize Boyz is kevesebbet hallható benne. A következő hónapban egy remix is kiszivárgott, amelyben T.I. és Young Jeezy rappel..

## Fogadtatása
A dalt 2006. július 24-én küldték el az amerikai rádióadóknak, és mindössze négy nappal később a 68. helyen nyitott a Billboard Hot R&B/Hip-Hop Songs slágerlistáján. Ezután feljebb került, a 48., majd a 11. helyre. Ez lett Monica tizedik top 20 dala a Billboard Hot R&B/Hip-Hop Tracks listán.
Augusztus 3-án a 6. helyen nyitott a Billboard Bubbling Under Hot 100 Singles listán, és az ezt követő héten felkerült a Billboard Hot 100 94. helyére. Csak a listán töltött tizedik hetén került be a top 50-be, azon a héten, amikortól az album hivatalosan letölthető. Legmagasabb helyezése a 48. lett, ezzel Monica legkevésbé sikeres albumbevezető kislemeze a 2002-ben megjelent All Eyez on Me óta.
Monica később beismerte, hogy jobban tette volna, ha nem a kiadóra hallgat, hanem rajongói véleményét kéri ki arról, mi legyen a következő kislemezdal.

## Videóklip
Az Everytime tha Beat Drop videóklipjét a norvég Ray Kay rendezte, és július 7.-8-án forgatták Atlantában, a PC&E Sound Stage-en. Monica legelső kislemeze, az 1995-ben megjelent Don’t Take It Personal (Just One of Dem Days) videóklipje óta ez volt az első klip, amit az énekesnő szülővárosában forgattak. A klipben szerepel Gerald Tiller, Maurice Gleaton, Jamal Willingham és Bernard Leverette rapperek, Jermaine Dupri producer, Chyna Whyte és Monica öccse, Montez Arnold. A klipet először a BET zenecsatorna Access Granted című műsorában és a Yahoo! Musicon mutatták be augusztus 2-án.

## Helyezések
| Slágerlista (2006)                  | Legmagasabb helyezés |
| ----------------------------------- | -------------------- |
| USA Billboard Hot 100               | 48                   |
| USA Billboard Hot R&B/Hip-Hop Songs | 11                   |
| USA Billboard Pop 100               | 84                   |
| World R&B Top 30 kislemez           | 7                    |